# Phaedra Kwant
Phaedra Kwant (Velp, 11 januari 1979) is een Nederlands bassiste, zangeres, componist en tekstschrijver.
Kwant is thuis in meerdere muziekstijlen. Onder de naam Phaedra bracht zij twee soloalbums uit. Daarnaast is zij actief als bassiste in de bands van cabaretduo Veldhuis & Kemper, Claudia de Breij en Krystl. Ook is zij als sessiemuzikant betrokken (geweest) bij onder anderen Edwin Rutten, Liesbeth List, Deborah Brown en Kinderen voor Kinderen. 